# Sidste Fortællinger
Sidste Fortællinger (eng. Last Tales) er en samling fortællinger, udgivet af Karen Blixen den 4. november 1957 i Danmark (udgivet samme år i USA og England).

## Fortællinger

### Kapitler af den ufuldendte romanAlbondocani
- Kardinalens første historie
- Kappen
- Nattevandring
- Om hemmeligheder og om himlen
- To gamle herrers historier
- Kardinalens tredje historie
- Det ubeskrevne blad

### Nye fantastiske fortællinger
- Karyatiderne – En ufuldendt historie
- Ekko

### Nye vinter-eventyr
- En herregårdshistorie
- Ib og Adelaide
- Samtale om natten i København

## Fodnoter
1. ↑  Under pseudonymet Isak Dinesen.